# Автоионизационное состояние
Автоионизацио́нное состояние — состояние атома, молекулы или иона, в котором либо возбуждены два или более электрона внешней оболочки, либо возникла вакансия на внутренней оболочке, так что суммарная энергия возбуждения превышает потенциал ионизации атома или молекулы или потенциал следующей ионизации иона. Автоионизационное состояние неустойчиво и распадается посредством автоионизации — испускания одного или нескольких электронов. Если автоионизационное состояние возникло из-за вакансии на внутренней оболочке, его распад происходит по схеме Оже-эффекта. Эти состояния возникают при возбуждении атомов среды высокоэнергетическими излучениями или при бомбардировке вещества ускоренными частицами.